# Sisters Hope
Sisters Hope er en performancegruppe, som befinder sig imellem aktivisme og kunst. Det er bærende for deres performances, at der knyttes bånd mellem deltagerne, performerne imellem og performer og deltager imellem. Sisters Hope har opført flere lange og såkaldt immersive performances, hvor ikke bare kunstnerne, men også deltagerne tager sig tid for at kunne hengive sig til de stemninger, der skabes undervejs.
Sister Hope er startet i 2007 af Anna Lawaetz og Gry Worre Hallberg. I dag ledet af Gry Worre Hallberg. 

## Performances

### Sisters Sensing (The World)
| År   | Manifestation               | Kunstinstitution                      | Lokation             |
| ---- | --------------------------- | ------------------------------------- | -------------------- |
| 2025 | Sisters Sensing (The World) | DCI og SESC                           | São Paulo, Brasilien |
| 2024 | Sisters Sensing (The World) | DCI og Contemporary Aranya Art Center | Aranya, Kina         |

### Sisters Hope Home
| År          | Manifestation     | Kommune       | Lokation            |
| ----------- | ----------------- | ------------- | ------------------- |
| 2020 - 2024 | Sisters Hope Home | Høje Taastrup | Hedehusene, Danmark |

### Sensuous Governing
| År   | Manifestation      | Kunstinstitution          | Lokation                              |
| ---- | ------------------ | ------------------------- | ------------------------------------- |
| 2023 | Sensuous Governing | H. C Andersen Festival    | Odense Rådhus, Odense, Danmark        |
| 2023 | Sensuous Governing | Edinburgh Fringe Festival | Dansk Konsulat, Edinburgh, Skotland   |
| 2019 | Sensuous Governing | CPH Stage                 | Københavns Rådhus, København, Danmark |

### Sisters Academy, The Takeover
| År   | Manifestation                | Udannelsesinstitution                                 | Lokation            |
| ---- | ---------------------------- | ----------------------------------------------------- | ------------------- |
| 2020 | Sisters Academy # 6          | AFUK                                                  | København, Danmark  |
| 2017 | Sisters Academy # 5          | STU skole, Fremtidslinjen                             | Køge, Danmark       |
| 2016 | Sisters Academy # 4          | Iceland Academy of Arts & Myndlistaskóllin            | Reykjavik, Island   |
| 2016 | Sisters Academy # 3 part two | Nova Academy                                          | Simrishamn, Sverige |
| 2015 | Sisters Academy # 2          | Nuuk Art Museum, The North Atlantic Cluster, Psi # 21 | Nuuk, Grøndland     |
| 2014 | Sisters Academy # 1          | HF og VUC, Fyn, FLOW                                  | Odense, Danmark     |

### Sisters Academy, The Boarding School
| År   | Manifestation                | Kunstinstitution             | Lokation           |
| 2017 | Sisters Academy # 6          | Den Frie Udstillningsbygning | København, Danmark |
| 2015 | Sisters Academy # 3 part one | Inkonst                      | Malmö, Sverige     |

### Sensuous City
| År   | Manifestation       | Kunstinstitution | Lokation             |
| 2023 | Sensuous City Local | Metropolis/KIT   | Refshaleøen, Danmark |
| 2021 | Sensuous City #2    | Metropolis/KIT   | København, Danmark   |
| 2019 | Sensuous City # 1   | Metropolis/ KIT  | København, Danmark   |

## Priser
- Vinder af Dansk Artist Forbunds påskønnelsespris for formidling og innovation af scenekunst 2024
- Nomineret til Artbeat særprisen 2022
- Vinder af Bikubefondens Visionspris 2016 til manifestation af Sisters Academy - The Boarding School # 6 på Den Frie Udstillingsbygning[3]

## Koncept
Gruppens manifest (Sensuous Society Manifesto) er baseret på et begreb første gang beskrevet i 2008 og nærmere beskrevet i Gry Worre Hallbergs phd-afhandling Sensuous Society - Carving the Path Towards a Sustainable Future Stimulating Ecologic Connectedness.
Gry Worre Hallberg har anvendt ordet 'Inhabitation' til at kondensere tanken bag Sisters Hope. Ideen er ikke længere at man blot skal deltage midlertidigt ('participation') i et værk, i stedet skal man 'bebo' værket. Man skal ikke bare betragte det, eller være i det midlertidigt.

## Eksterne links
- http://sistershope.dk/wp-content/uploads/2011/10/peripeti_15_Sisters.pdf Arkiveret 10. maj 2021 hos  Wayback Machine
- http://sistershope.dk/?page_id=2 Arkiveret 7. oktober 2014 hos  Wayback Machine
- http://sistersacademy.dk
- http://sensuoussociety.org
- http://sensuous.dk
- https://www.flickr.com/photos/113316806@N06/